# 송화식 (1898년)
송화식(宋和植, 일본식 이름: 大原和植오하라 와쇼쿠, 1898년 1월 25일 ~ 1961년 5월 13일)은 일제강점기와 대한민국의 법조인이다. 본관은 여산이다.

## 생애
전라남도 목포부 출신으로 경성법학전문학교를 졸업하고 광주지방법원 목포지청 서기 겸 통역생으로 일했다. 이후 조선총독부 판사로 임용되어 부산지방법원 통영지청 판사로 재직했다. 부산지법 통영지청 판사이던 1926년을 기준으로 정7위에 서위되어 있었다.
판사로는 약 3년만 근무하고 1920년대 후반부터 광주에서 변호사를 개업했다. 1929년에 발생한 광주학생운동과 후속 사건인 전남노농협의회 사건이 일어났을 때 변호인을 맡는 등 변호사로 일하면서 광주 지역 유지로도 활동하였다.
태평양 전쟁 시기에는 국민총력조선연맹과 국민동원총진회의 이사를 지냈고, 조선임전보국단에도 가담했다. 사상범 감시를 위해 설치된 광주보호관찰소의 촉탁보호사로 임명되기도 했다.
태평양 전쟁이 종전되고 미군정이 시작되면서 다시 판사로 등용되었다. 1948년 12월 광주지방법원 부장판사 겸 광주소년심리원장으로 임명되었으며 1950년 4월부터 1951년 10월까지 서울고등법원장 제1부장판사를 역임했다. 광주지방법원 판사로 근무할 때는 제주 4·3 사건 공판을 맡기도 했다. 퇴직 이후에 전라남도 광주에서 변호사로 활동했으며 광주지방변호사회 회장(1954년 4월 ~ 1956년 4월), 전남대학교 후원회장 등을 역임했다. 1961년 광주고등검찰청 제3대 검사장을 역임했다.
2008년 민족문제연구소가 발표한 친일인명사전 수록예정자 명단 사법 부문에 선정되었으며 2009년 친일반민족행위진상규명위원회가 발표한 친일반민족행위 705인 명단에도 포함되었다.

## 같이 보기
- 조선임전보국단

## 참고자료
- 송화식(宋和植) - 국사편찬위원회